# صفوان بن محرز
صفوان بن محرز بن زياد المازني البصري، تابعي وأحد رواة الحديث النبوي. ذكره ابن سعد في الطبقة الثانية من محدثي أهل البصرة.

## سيرته
كان صفوان بن محرز أحد العباد الزهاد، كثير العبادة، يصوم كثيرا، ويصلي حتى يصبح، وكان له سرب يبكي فيه، كان يقول: 《 قد أرى مكان الشهادة لو شايعتني نفسي》. كان يجتمع هو وإخوانه في البصرة، فيقولون له: يا صفوان حدث أصحابك، فيقول: 《الحمد لله》، فيرق القوم، وتسيل دموعهم. دخل عليه مرة شاب من أصحاب الأهواء فقال له: 《أيها الفتى ألا أدلك على خاصة الله تعالى التي خص بها أولياءه يقولُ الله تعالى: ﴿ يَا أَيُّهَا الَّذِينَ آمَنُوا عَلَيْكُمْ أَنْفُسَكُمْ لَا يَضُرُّكُمْ مَنْ ضَلَّ إِذَا اهْتَدَيْتُمْ﴾》.

## روايته للحديث النبوي
روى عن: جندب البجلي العلقي، وحكيم بن حزام، وعبد الله بن عباس، وعبد الله بن عمر بن الخطاب، وعبد الله بن مسعود، وعمران بن حصين، وأبي موسى الأشعري.
روى عنه: بكر بن عبد الله المزني، وثابت البناني، وأبو صخرة جامع بن شداد، والحسن البصري، وخالد بن باب الربعي، وابن أخيه خالد بن عبد الله الأشج، والربيع بن أنس الخراساني، وأبو المنهال سيار بن سلامة، وعاصم الأحول، وعبد الله بن رباح الأنصاري، وعلي بن زيد بن جدعان، وغيلان بن جرير، وقتادة بن دعامة، وليث بن أبي سليم، ومحمد بن واسع، ومورق العجلي، وأبو حمزة البصري.

## أقوال العلماء فيه
- قال ابن سعد في طبقاته: كان ثقة، وله فضل وورع.
- وذكره ابن حبان في ثقاته.[5]
- وقال أبو حاتم الرازي: هو جليل.[6]
- قال الحسن البصري: لقيت أقواما كانوا فيما أحل الله لهم أزهد منكم فيما حرم الله عليكم، وصحبت أقواما كان أحدهم يأكل على الأرض، وينام على الأرض، منهم: صفوان بن محرز.
- وقال العجلي: تابعي ثقة.[7]
- وقال ابن حجر العسقلاني: ثقة عابد.[8]
- وقال الذهبي في تذكرة الحفاظ: أحد العلماء العاملين.[9]